# Lrina Puja
Lrina Puja (Ucrania, 10 de enero de 1973) es una atleta ucraniana retirada especializada en la prueba de 60 m, en la que consiguió ser medallista de bronce europea en pista cubierta en 2000.

## Carrera deportiva
En el Campeonato Europeo de Atletismo en Pista Cubierta de 2000 ganó la medalla de bronce en los 60 metros, con un tiempo de 7.11 segundos, tras la griega Ekaterini Thanou (oro con 7.05 segundos) y la búlgara Petya Pendareva (plata también con 7.11 segundos).